# La caza del Octubre Rojo
La caza del Octubre Rojo (título original: The Hunt for Red October) es una película estadounidense de suspense de 1990, basada en el libro de superventas del mismo nombre, de Tom Clancy y protagonizada por el personaje de ficción Jack Ryan creado por el novelista. Fue la primera adaptación cinematográfica del Dr. Jack Ryan, interpretado por Alec Baldwin, cuyo papel protagonista se ve eclipsado por la interpretación por parte de Sean Connery como Marko Ramius.

## Argumento
Marko Ramius es el capitán del submarino nuclear más moderno de la Unión Soviética, el Octubre Rojo de la clase Typhoon, equipado con un revolucionario sistema silencioso de propulsión magnetohidrodinámica, el cual lo hace indetectable a cualquier sonar. Al principio, es mostrado en alta mar con otras unidades de la flota soviética, aparentemente para realizar su primer ejercicio. El capitán Ramius tiene otro plan: navegar con el submarino hasta la costa estadounidense y desertar, ya que quiere evitar la posibilidad de que se use el submarino algún día para atacar a Estados Unidos y así causar una Tercera Guerra Mundial, algo que piensa hacer parte del gobierno soviético, que estuvo detrás de la construcción del submarino.
Para conseguir esto, debe asesinar al comisario político para quedarse a solas con sus oficiales, escogidos por él mismo, y llevar a cabo la deserción. Después de esto lee las nuevas órdenes a su tripulación, que consisten en atacar a los Estados Unidos, para respaldar la nueva ruta, y empezar su largo viaje. En un principio es descubierto y seguido por el submarino de combate estadounidense USS Dallas, pero con la activación del nuevo sistema de propulsión, aparentemente logran eludir su seguimiento y así pueden avanzar.
Mientras tanto, las autoridades soviéticas reciben una carta enviada por Ramius antes de su partida, anunciando su intención de desertar. El mando de la marina soviética se pone en alerta e inmediatamente manda a la mayor parte de su flota a la caza del Octubre Rojo. El despliegue de la flota soviética provoca un gran revuelo en Washington, ya que las intenciones soviéticas están poco claras, y desencadena un despliegue recíproco de la flota estadounidense.
En este momento, un analista de la Agencia Central de Inteligencia (CIA) llamado Jack Ryan, que había estado investigando el submarino como un proyecto, sugiere la posibilidad de que Ramius pudiera estar desertando con el Octubre Rojo. El asesor en seguridad nacional del presidente, Jeffrey Pelt, sugiere que Ryan vaya con la flota del Atlántico Norte y establezca contacto con el submarino de algún modo antes de que los estadounidenses se vean forzados a hundirlo por ser una amenaza. En varios momentos de la historia, Pelt aparece conversando con el embajador soviético, quien pide ayuda estadounidense, primero para localizar el Octubre Rojo y luego para destruirlo. Falsamente afirma que la carta de Ramius declara su intención de atacar los Estados Unidos bajo su propia autoridad.
Al pasar por una ruta submarina, el Octubre Rojo es víctima de un sabotaje y tienen que parar el sistema de propulsión silencioso, que desemboca en un ataque con torpedos de la aviación naval soviética, donde Ramius demuestra su pericia como capitán. Al salir intactos del ataque y reparar el sistema de propulsión, el submarino "USS Dallas", gracias a los esfuerzos de un operador de sonar, Ronald "Jonesey" Jones, lo localiza otra vez. La llegada de Ryan les fuerza a perder el contacto con el submarino, cuyos oficiales han deducido que han encontrado la forma característica con la que se muestra el nuevo motor de propulsión en el sonar y así poder ubicarlo.
Ryan convence al capitán del submarino estadounidense "USS Dallas", Bart Mancuso, de que establezca contacto con el Octubre Rojo para facilitar la deserción.  El plan se realiza de la siguiente manera: Ramius simula una fuga del reactor para forzar a la nave a salir a flote (cosa que Ryan ya predijo) y abandonar el submarino. La fragata estadounidense USS Reuben James de la clase "Oliver Hazard Perry" usa esta oportunidad para enviar un mensaje de advertencia a Ramius de que se abrirá fuego si intenta sumergirse. Ahora, con solamente los oficiales que le son leales, se sumerge en lo que parece ser un acto de sacrificio para impedir que el submarino caiga en manos de los estadounidenses. Siguiendo la farsa, un helicóptero "SH-60 Seahawk" lanzado desde la fragata dispara un torpedo hacia el Octubre Rojo, pero el almirante Greer hace detonar el torpedo antes de que impacte contra el submarino.

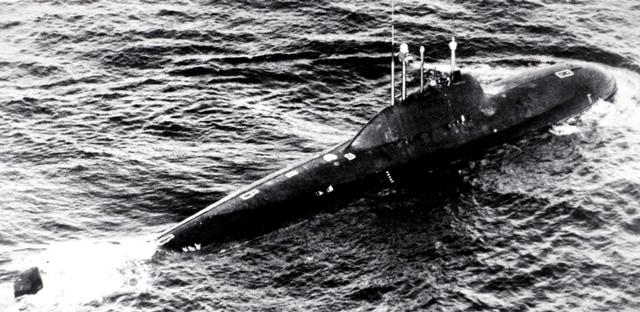
Submarino clase Alfa idéntico al Konovalov.

Ryan y algunos tripulantes del "USS Dallas", incluyendo al capitán Mancuso y "Jonesey", se trasladan al Octubre Rojo con un minisubmarino para ofrecer cualquier ayuda que puedan necesitar. En cuanto Ramius se da cuenta de que puede confiar en ellos, pide asilo político al capitán Mancuso y este acepta la petición.
Todo va bien hasta que se escucha un torpedo soviético en el agua: el submarino de combate soviético V.K. Konavalov, capitaneado por Tupolev y que había estado a las órdenes de Ramius, también ha encontrado al Octubre Rojo. Con un segundo torpedo dirigiéndose hacia ellos, Ramius ordena a Ryan que encare el submarino directamente en la trayectoria del torpedo y se dirija hacia él. El Capitán Mancuso insiste a Ryan para que no lo haga, pero Ryan obedece a Ramius de mala gana. Cuando el torpedo golpea el casco del submarino, se hace pedazos sin detonar, y es cuando se dan cuenta de que era una maniobra táctica para acortar el tiempo de colisión y que el torpedo no tuviese oportunidad de armarse. Un tercer torpedo soviético es disparado; esta vez todos los mecanismos de seguridad están desactivados y está armado desde su lanzamiento.
Simultáneamente, el saboteador colocado por la KGB, un miembro enrolado de la tripulación, aparentemente un cocinero (Tomas Arana), se revela disparando en el puente de mando y consigue matar al segundo oficial del Octubre Rojo, Vasily Borodin. Ryan y Ramius van en su búsqueda para impedir que pueda destruir el submarino, mientras que Mancuso se queda al mando y debe hacer frente a la amenaza externa. Ryan mata al cocinero, y el "Konavalov" es destruido por su propio torpedo después de una serie de maniobras del "USS Dallas", todavía en la zona, y el Octubre Rojo capitaneado por Mancuso. Al final el submarino encuentra refugio en un río en Maine para evitar ser localizado por los satélites, Ryan regresa a casa con un gran regalo para su hija y se insinúa que los que estuvieron detrás de la construcción del submarino perderán su puesto.

## Intérpretes

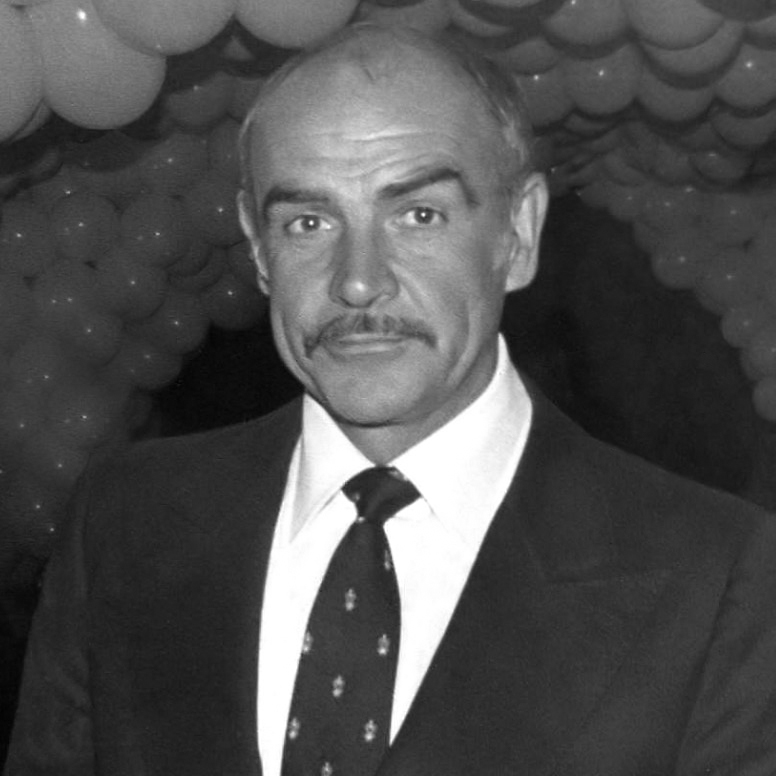
Sean Connery interpreta al capitán Marko Ramius.

| Personaje                                       | Actor original       | Actor de doblaje (España) | Actor de doblaje (Hispanoamérica) |
| Capitán Marko Ramius - Octubre Rojo             | Sean Connery         | Arsenio Corsellas         | Blas García                       |
| Jack Ryan - CIA                                 | Alec Baldwin         | Juan Antonio Bernal       | Guillermo Sauceda                 |
| Segundo oficial Vasily Borodin - Octubre Rojo   | Sam Neill            | Ricardo Solans            | Guillermo Coria -                 |
| Almirante James Greer - EUA                     | James Earl Jones     | Pepe Mediavilla           | Maynardo Zavala                   |
| Jeffrey Pelt - Asesor de seguridad nacional EUA | Richard Jordan       | Manolo García             | Carlos Rotzinger                  |
| Caroline Ryan - EUA                             | Gates McFadden       | Rosa María Hernández      | ¿?                                |
| Comandante Bart Mancuso - USS Dallas            | Scott Glenn          | Ernesto Aura              | Pedro D'Aguillón Jr.              |
| Marinero Beaumont - USS Dallas                  | Ned Vaughn           | Sergio Zamora             | Víctor Guajardo -                 |
| Técnico de sonar Jones - USS Dallas             | Courtney B. Vance    | Antonio Lara              | Alejandro Villeli                 |
| Capitán Charlie Davenport - USS Enterprise      | Daniel Davis         | Camilo García             | Guillermo Romo                    |
| Doctor Yevgeniy Petrov - Octubre Rojo           | Tim Curry            | Abel Folk                 | ¿?                                |
| Oficial Político Ivan Putin - Octubre Rojo      | Peter Firth          | Claudi García             | Esteban Siller                    |
| Embajador Andrei Lysenko - URSS                 | Joss Ackland         | Josep María Ullod         | Agustín López Zavala              |
| Capitán Viktor Tupolev - V.K. Konavalov         | Stellan Skarsgård    | Pedro Molina              | Salvador Nájar                    |
| Almirante Joshua Painter - USS Enterprise       | Fred Dalton Thompson | Juan Manuel Soriano       | ¿?                                |
| Capitán de Corbeta Tommy Thompson               | Anthony Peck         | Adrià Frías               | Armando Réndiz                    |

## Producción

### Desarrollo
A pesar de que la novela del mismo nombre se convirtió en best-seller, a diferencia de lo que suele ocurrir habitualmente con una obra popular, los estudios de Hollywood decidieron no comprar los derechos de la novela para el cine, ya que lo consideraban una propuesta imposible de filma a causa de que la trama era demasiado larga y  además estaba plagada de términos militares técnicos que eran complicados de traducir a un público masivo.
Todo esto cambió cuando, recién en 1989, el guionista Larry Ferguson, conocido por su guion de Highlander (1986), encontró la manera de convertirla en una película, lo que causó que luego el director John McTiernan se sumase a este desafío haciendo así la obra cinematográfica posible.

### Casting
Al principio Harrison Ford iba a ser el hombre que iba a interpretar a Jack Ryan. Sin embargo él rechazó el papel. Por ello, una vez que lo rechazó luego Kevin Costner, que quería hacer en vez de ellos la película Bailando con lobos, Alec Baldwin lo hizo en su lugar.
También cabe destacar, que, en un principio. el actor austriaco Klaus Maria Brandauer iba a interpretar el papel de Marko Ramius. Sin embargo dos semanas después de haberse iniciado el rodaje, el artista se quebró una pierna en un accidente, por lo que no pudo continuar. Por ello el director McTiernan, bajo recomendación del propio Brandauer, dio entonces el rol a Sean Connery, quien, sin tiempo para prepararse, se incorporó enseguida a la filmación de la película.

## Fechas de estreno
| País                                                                          | Fecha de estreno                |
| ----------------------------------------------------------------------------- | ------------------------------- |
| Alemania                                                                      | Jueves 9 de agosto de 1990      |
| Argentina                                                                     | Jueves 3 de mayo de 1990        |
| Australia                                                                     | Jueves 5 de abril de 1990       |
| Austria                                                                       | Viernes 10 de agosto de 1990    |
| Bélgica                                                                       | Miércoles 29 de agosto de 1990  |
| Belice · Costa Rica · El Salvador · Guatemala · Honduras · Nicaragua · Panamá | Viernes 27 de abril de 1990     |
| Brasil                                                                        | Jueves 10 de mayo de 1990       |
| Chile                                                                         | Viernes 27 de abril de 1990     |
| Colombia                                                                      | Miércoles 25 de abril de 1990   |
| Corea del Sur                                                                 | Sábado 23 de junio de 1990      |
| Dinamarca                                                                     | Viernes 31 de agosto de 1990    |
| Ecuador                                                                       | Miércoles 23 de mayo de 1990    |
| Egipto                                                                        | Lunes 19 de noviembre de 1990   |
| España                                                                        | Viernes 31 de agosto de 1990    |
| Estados Unidos · Canadá                                                       | Viernes 2 de marzo de 1990      |
| Filipinas                                                                     | Miércoles 25 de julio de 1990   |
| Finlandia                                                                     | Viernes 7 de septiembre de 1990 |
| Francia                                                                       | Miércoles 29 de agosto de 1990  |

| País                 | Fecha de estreno                 |
| -------------------- | -------------------------------- |
| Grecia               | Jueves 25 de octubre de 1990     |
| Hong Kong            | Jueves 21 de junio de 1990       |
| Hungría              | Jueves 13 de septiembre de 1990  |
| India                | Viernes 11 de enero de 1991      |
| Israel               | Viernes 4 de mayo de 1990        |
| Italia               | Viernes 14 de septiembre de 1990 |
| Japón                | Sábado 14 de julio de 1990       |
| Líbano               | Viernes 8 de junio de 1990       |
| Malasia              | Jueves 12 de julio de 1990       |
| México               | Jueves 26 de abril de 1990       |
| Noruega              | Jueves 23 de agosto de 1990      |
| Nueva Zelanda        | Viernes 15 de junio de 1990      |
| Países Bajos         | Jueves 16 de agosto de 1990      |
| Perú                 | Jueves 26 de julio de 1990       |
| Portugal             | Viernes 31 de agosto de 1990     |
| Reino Unido Irlanda  | Viernes 20 de abril de 1990      |
| República Dominicana | Jueves 26 de abril de 1990       |
| Singapur             | Jueves 5 de julio de 1990        |
| Sudáfrica            | Viernes 17 de agosto de 1990     |
| Suecia               | Viernes 10 de agosto de 1990     |
| Suiza                | Viernes 10 de agosto de 1990     |
| Tailandia            | Sábado 21 de julio de 1990       |
| Taiwán               | Sábado 30 de junio de 1990       |
| Turquía              | Viernes 14 de septiembre de 1990 |
| Uruguay              | Jueves 3 de mayo de 1990         |
| Venezuela            | Miércoles 25 de abril de 1990    |

## Recepción

### Taquilla
La película fue un éxito de taquilla. Habiendo sido filmada con un presupuesto de 30 millones de dólares la obra cinematográfica superó los 200 millones de recaudación y se mantuvo durante tres semanas entre los estrenos con mayor convocatoria de espectadores. Gracias a él hubo luego por un lado varias secuelas y por otro lado, este filme también recuperó el subgénero de las películas de submarinos, que en esos tiempos estaba un poco olvidado.

### Crítica
La película recibió críticas negativas de publicaciones muy importantes, cuando era una de las películas con mayores beneficios del año.
- Hal Hinson del, Washington Post, criticó la película en su evaluación, haciendo comentarios como: «No ocurre mucho, al menos no en la pantalla... No hay mucho para mirar. Cuando finalmente llegan las secuencias de acción, las imágenes subacuáticas son vergonzosas e imposibles de seguir».[4]

- Vincent Canby, en su evaluación para el New York Times, escribió: «El Sr. McTiernan no es un director sutil. Los comentarios son sacados constantemente. La audiencia es advertida por palabra y música de la banda sonora cuando debe temer lo peor, aunque la acción en la pantalla no refleja tales advertencias».[5]
- David Ansen, para Newsweek, escribió: «Es en el interior donde el Octubre Rojo decepciona. Esta máquina, tan suave y extraordinariamente montada, es curiosamente desesperante. Semejante a una tetera sobrellenada, tarda demasiado tiempo para llegar a ebullición».[6]

- Roger Ebert, sin embargo, la calificó de «excelente, eficiente película que nos implica en un inteligente y engañoso juego». Archivado el 13 de noviembre de 2005 en Wayback Machine.

- En Internet Movie Database, la evaluación es 7.6/10 , y Rotten Tomatoes  calificó a la película con un 89%.

- Nicholas Schager, para una evaluación de la revista Slant en 2003, indicó que «La caza del Octubre Rojo es un emocionante film que te mantiene al borde del asiento y que resiste de una forma admirable el paso del tiempo».

- El éxito de esta película tuvo un papel importante en el desarrollo de otras películas posteriores de submarinos, como Marea roja, U-571 y K-19: The Widowmaker.

## Premios y nominaciones
- Premios de la Academia EUA (1991)

Premio: Óscar a los mejores "efectos de sonido".

Nominada: Óscar a mejor "edición de película" y a "Mejor sonido".
- Academia de ciencia ficción, fantasía y películas de terror (2004)

Nominada: Saturn Award a "Mejor colección de DVD" por "The Jack Ryan Special Edition DVD Collection".
- Premios de la Academia Británica de las Artes Cinematográficas y de la Televisión (1991)

Nominada: BAFTA Film Award a  "Mejor Actor (Sean Connery)", "Mejor diseño de producción" y a "Mejor sonido".
- Premios de películas de la sociedad de música de transmisión y de televisión  (1991)

Premio: BMI Film Music Award mejor "música de película de BMI".
- Editores de sonido de películas EUA (1991)

Premio: Golden Reel Award a "mejor edición de sonido".